# Compagnie du chemin de fer de Lyon (la Croix-Rousse) au camp de Sathonay
La Compagnie du chemin de fer de Lyon (la Croix-Rousse) au camp de Sathonay (1861-1865) est une société anonyme française créée pour gérer la concession du chemin de fer du même nom.
Après avoir mis sa ligne en service en 1861, la Compagnie en difficultés financières a ses actifs mis sous séquestre en 1864 et sa faillite est prononcée en 1865. Ses actifs, essentiellement la concession, sont transférés, après rachat, à la nouvelle Compagnie des chemins de fer du Rhône en 1872.

## Histoire

### Origine
La concession pour un chemin de fer de la Croix-Rousse au camp de Sathonay est accordé par un décret impérial du 12 janvier 1861 à messieurs : comte du Hamel, député du Corps législatif, marquis de Fénelon, demeurant à Paris, et Émile Grignard, ancien ingénieur en chef du cadastre, suivant la convention faite, ce même jour, et du cahier des charges annexé. La ligne est à construire « sans subvention ni garantie d'intérêt » et l'État se réserve la possibilité de la racheter s'il fait réaliser un prolongement vers Bourg en traversant la Dombes.
Son tracé débute en prolongement de celui de Lyon à la Croix-Rousse (appelé plus tard Funiculaire de la rue Terme), il traverse le riche plateau qui sépare le Rhône de la Saône, dessert les bourgs importants de Caluire, Rieux, Fontaine, Saint-Martin et aboutit, après un parcours de sept kilomètres, au camp permanent de l'armée de Lyon, situé à Sathonay, et dont la population militaire et industrielle est constamment de 10 000 hommes.

### Création
Le 26 juillet 1861, messieurs : comte du Hamel, marquis de Fénelon et Émile Grignard, dressent à Paris dans l'étude de Maître Le Brun notaire les statuts d'une société anonyme ayant notamment : (titre 1) pour objet la construction et l'exploitation d'un chemin de fer de la Croix-Rousse au camp de Sathonay, la dénomination de « Compagnie du chemin de fer de Lyon (la Croix-Rousse) au camp de Sathonay », son siège à Paris, et pour début la date du décret d'autorisation et pour fin l'échéance de la concession ; (titre 2) les concessionnaires mettent entièrement la société en lieu et place de leurs droits, à la charge pour elle de satisfaire aux clauses et conditions résultant pour ceux-ci du décret de concession et du cahier des charges qui y est annexé. Toutefois les concessionnaires auront droit au remboursement des frais matériels relatifs à l'entreprise faits antérieurement à la promulgation du décret approbatif des présents statuts. Le compte de ces frais, appuyé des pièces justificatives, sera réglé par l'assemblée générale (titre III) le fonds social est fixé à deux millions cinq cent mille francs, divisé en cinq mille actions de cinq cents francs chacune ; (titre IV) le premier conseil d'administration sera composé de messieurs : Émile Grignard, le comte du Hamel, le marquis de Fénelon, Malhado, ingénieur civil à Paris, et Martres, propriétaire à Paris. Ce premier conseil, complété de trois membres désignés par les premiers administrateurs, restera en fonction jusqu'à la mise en exploitation du chemin de fer concédé.
La société anonyme dénommée « Compagnie du chemin de fer de Lyon (la Croix-Rousse) au camp de Sathonay » est autorisée par le décret du 5 août 1861.
Le siège de la société est domicilié au no 45 rue du Faubourg-Montmartre à Paris et les bureaux de la Compagnie sont situés au no 2 de la rue de la Lanterne à Lyon.

### Évènements importants
En 1861, les trois membres supplémentaires désignés pour compléter le conseil d'administration sont : Alexandre Bodin, député au Corps législatif (Ain) et membre du Conseil général, Auguste Cabias, maire de Lyon (Croix-Rousse), membre du Conseil général du Rhône et de Vuillefroy, propriétaire à Paris.
Lors de son assemblée générale ordinaire et extraordinaire du 31 juillet 1862 le conseil d'administration informe les actionnaires notamment sur : les formalités et les lenteurs nécessitées par l'examen approfondi des études par les autorités militaires, ont retardé jusqu'au 15 décembre 1861 le commencement des travaux sur la ligne ; le capital social devra être augmenté par suite de l'insuffisance de l'évaluation primitive des terrains expropriés. Par ailleurs le conseil demande l'autorisation : d'émettre pour 1 500 000 francs d'obligations ; de vendre, au mieux des intérêts de la Compagnie l'excédent des immeubles expropriés (d'une valeur de 624 000 francs environ) et d'en employer le produit à l'amortissement des obligations ; de fixer à 40 francs les jetons de présence des administrateurs.
La compagnie inaugure sa ligne dans sa gare de la Croix-Rousse le 9 juillet 1863. Elle met en service l'exploitation de la Croix-Rousse à Sathonay le 30 juillet 1863. Les recettes de l'exploitation sont insuffisantes pour lui permettre un résultat d'exploitation positif. Au troisième trimestre 1864 les recettes sont de  44 910 francs.
Les actifs de la société sont placés sous séquestre par le décret du 26 octobre 1864. Le quotidien Le Temps, dans son édition du 31 octobre souligne que la Compagnie ne payait plus les intérêts des obligations et qu'elle doit 634 000 fr à divers titres pour seulement une créance de 330 000 fr chez son ancien banquier Dauchez de la chaise et 82 000 fr de versements en retard sur action. L'insuffisance de ses recettes ne lui permet que d'espérer un rachat par l'État, la Compagnie de la Dombes ou la Compagnie des chemins de fer de Paris à Lyon et à la Méditerranée (PLM).
Un jugement du tribunal de commerce de la Seine déclare la Compagnie en faillite le 18 janvier 1865.

### Évènements de la faillite
Le quotidien La Presse indique le 1er avril 1867, que « le syndic de la faillite a dernièrement averti les créanciers que l'ouverture du chemin de fer de Sathonay à Bourg, avait donné un grand développement au trafic et amélioré sensiblement la situation. Il engage par conséquent les créanciers à prendre patience, parce que, dans cette position, chaque retard amène une plus-value. Par ailleurs il annonce que l'administration vient d'arrêter les conditions d'un traité réglant les questions d'exploitation et de péage qui avaient surgi entre les deux Compagnies. Ce qui vaudrait le mieux pour les créanciers ne serait-ce pas un rachat définitif par la Compagnie de la Dombes à un prix équitable, calculé, par exemple, sur le rendement de chaque section ? ».
En septembre 1867, l'assemblée générale des actionnaires de la Compagnie donne les pouvoirs les plus étendus à Émile Grignard (directeur de la compagnie) pour obtenir un concordat. À l'été 1868, les créanciers sont appelés à donner leur avis sur cette mesure qui permet à la Compagnie de poursuivre l'exploitation grevée d'un privilège en leur faveur. Une réunion convoquée le 27 août qui n'en regroupe pas un nombre suffisant pour pouvoir statuer les convoque pour une nouvelle assemblée le 3 septembre. Celle-ci vote pour le concordat et crée une commission de réorganisation qui pourra, après l'homologation du concordat, convoquer une assemblée générale des créanciers, qui pourra élire un conseil d'administration pour défendre leurs intérêts. Le 15 janvier 1869, le tribunal de commerce de la Seine refuse l'homologation du concordat aux motifs que la société est anonyme et que les conditions essentielles voulues par la loi ne sont pas remplies par le projet de concordat. Ce jugement est contesté mais la cour d'appel le confirme tout en écartant le premier motif. En juillet, les négociations pour un rachat par la Compagnie de la Dombes sont réactivées.
Le juge-commissaire prononce une ordonnance le 8 juin 1870, qui autorise le syndic à céder à la société Erlanger et Cie, du banquier Émile d'Erlanger, la concession, moyennant le prix de trois millions de francs. Ces derniers acceptent par traité le 30 juin la concession des droits de l'union des créanciers pour une somme de trois millions. Les créanciers acceptent cette transaction le 14 octobre, le tribunal de commerce de la Seine du 23 octobre homologue cette délibération notamment du fait que l'assemblée des actionnaires a approuvé la vente le 30 juin. Erlanger et Compagnie demandent le 16 septembre 1871 l'homologation du traité et la levée du séquestre et le 5 février 1872 constituent la société anonyme des chemins de fer du Rhône à laquelle ils cèdent les droits obtenus du syndic. Le 12 juillet 1872 la commission provisoire chargée de remplacer le conseil d'État décrète : l'autorisation de substituer la nouvelle société à l'ancienne compagnie : le séquestre du chemin de fer de la Croix-Rousse sera levé immédiatement après le paiement des trois millions formant le prix du rachat.

## Réseau
Durant la courte existence de la compagnie, son réseau est uniquement constitué des 7 kilomètres de la ligne de la gare de Lyon-Croix-Rousse à la gare de Sathenay.
Après la disparition de la compagnie puis sa reprise par la Compagnie des chemins de fer du Rhône, la ligne va encore plusieurs fois changer de réseau avant de disparaitre :
Le 22 décembre 1879, elle est reprise par la Compagnie des Dombes et des chemins de fer du Sud-Est (DSE). Le 1er juin 1897 elle entre dans le réseau de la Compagnie des chemins de fer de Paris à Lyon et à la Méditerranée  (PLM).
En 1938, elle intègre la Société nationale des chemins de fer français (SNCF) elle est alors présente comme première section de la Ligne de Lyon-Croix-Rousse à Trévoux. Le service voyageurs est fermé en 1953 et la ligne est totalement fermée en 1975,.